# Justus Friedrich Mithoff
Justus Friedrich Mithoff (* 29. Juni 1774 in Hannover; † 24. Mai 1857 ebenda) war ein deutscher Kaufmann, Kommunalpolitiker und Senator.

## Leben
Mithoff wurde während der Personalunion zwischen Großbritannien und Hannover im Kurfürstentum Hannover geboren als Mitglied der Familie Mithoff. Er war der Sohn und das älteste von zehn Kindern des aus Einbeck stammenden Kaufmannes Johann Friedrich Rudolf Mithoff (* 20. März 1742 in Einbeck; † 5. Mai 1823 in Hannover) und der Marie Wilhelmine Mithoff (* 17. Februar 1751 in Hildesheim; † 30. März 1793 in Hannover und bestattet auf dem Gartenfriedhof), Tochter des in Hildesheim tätigen Senators Bortmann. Neben einem kleinen Haus in Hannover hatte der Vater zudem von den Erben des verstorbenen Justizrates Ernst Anton Heiliger das Haus Marktstraße 54 angekauft, um hier sein Handelsgeschäft zu betreiben. Dort durchlief der junge Mithoff seine eigene Ausbildung als Kaufmann, bevor er im Jahr 1809 das väterliche Unternehmen übernahm.
Am 19. Juli 1812 schloss Mithoff in Verden an der Aller einen Ehevertrag und heiratete dort am 21. desselben Monats Katharina Elisabeth Lüders (* 1792; † 13. September 1843), Tochter des Verdener Kaufmanns und Senators Heinrich Lüders. Aus der Ehe gingen acht Kinder hervor, von denen ein Sohn jedoch nach nur acht Tagen starb.
Nach der Erhebung des vormaligen Kurfürstentums Braunschweig-Lüneburg zum Königreich Hannover am 4. Mai 1815 trat Mithoff in die Johannis-Freimaurerloge Zum schwarzen Bär im Orient von Hannover ein und erhielt die Nummer 395 der Stammrolle der Loge.
Als der Landesherr, König Georg IV., im Oktober 1821 (von England herkommend) die Stadt Hannover besuchte, zeigte „Herr Kaufmann J. F. Mithoff“, seinerzeit noch unter der Adresse Marktstraße 494, zu den allgemeinen Feierlichkeiten und zum Straßenschmuck an seinem Haus „ein transparentes Gemälde“ mit der Minerva und dem Götterboten Mercur und einer die Stadtsilhouette Hannovers beleuchtende Sonne mit der Untertitelung „Hannovers glücklichster Tag.“
Nach der Vereinigung der Altstadt Hannovers mit der Calenberger Neustadt und der Einführung einer neuen Stadtverfassung von 1824 wurde Mithoff in das Bürgervorsteherkollegium gewählt. Doch schon nach nur wenigen Jahren in diesem Amt wurde Mithoff am 30. März 1827 als Nachfolger des verstorbenen Heinrich Gerhard Jacob Lutz mit 19 Ja-Stimmen zum Senator der Stadt gewählt. Bis dahin hatte der weiterhin als Kaufmann Tätige zudem die Aufgaben des Diakons der Marktkirche wahrgenommen. Am 24. April des Jahres 1827 führte Stadtdirektor Wilhelm Rumann den neu gewählten Senator in das Magistrats-Kollegium ein. In der Folge wurde Mithoff die umfangreiche Verwaltung des Hospitals St. Spiritus übertragen; einer Aufgabe, der sich Mithoff bis 1844 widmete. Zeitweilig parallel dazu administrierte er von 1833 bis 1849 das städtische Stipendienregister; von 1842 bis 1850 zudem die Rechnung des Kollegiums der Brauergilde, bei dem er auch als Deputierter des Magistrats fungierte.
Während des staatsgrundgesetzlichen Verfassungskonfliktes stand Mithoff gemeinsam mit seinen Kollegen auf der Seite des Rechts: Im Kampf um das Staatsgrundgesetz mit König Ernst August war Mithoff einer der Mitunterzeichner unter anderem eines am 15. Juni 1837 verfassten geharnischten Protestes an den Deutschen Bund gegen die vom König verordnete sogenannte Ständeversammlung. Ähnlich wie Stadtdirektor Rumann und gemeinsam mit 12 anderen Kollegen wurde Mithoff in der Folge durch die Justizkanzlei aufgrund „des das Königliche Cabinett beleidigenden Inhaltes“ ihrer Eingaben an die Bundesversammlung zu einer vierzehntägigen Gefängnisstrafe verurteilt.
Laut dem Adreßbuch der königlichen Haupt- und Residenzstadt Hannover für das Jahr 1849 hatte Justus Friedrich Mithoff sein Domizil in der Marktstraße 54.
Als Mithoffs Gehör aus Altersgründen schwächer wurde, erhielt er nach rund drei Jahrzehnten des Wirkens für das Allgemeinwohl seine erbetene Entlassung aus seinen ehrenamtlichen Ämtern am 1. November 1850.
Justus Friedrich Mithoff wurde im Familiengrab auf dem Gartenfriedhof bestattet. Die Inschrift auf der dreiteiligen Grabplatte auf hohem Sockel trägt die von Hinrich Hesse transkribierte einfache Inschrift „Ruhestätte für Justus Friedrich Mithoff und Familie“.

## Archivalien
Archivalien von und über Justus Friedrich Mithoff finden sich beispielsweise
- als „Ehevertrag zwischen dem Kaufmann Justus Friedrich Mithoff in Hannover und Catharina Elisabeth Lüders in Verden“ im Niedersächsisches Landesarchiv (Standort Stade), Archivsignatur 2238[5]